# 千輪博
千輪 博（ちわ ひろし、1937年2月27日 - 2002年5月15日）は、日本の経営者。愛知県名古屋市出身。

## 経歴
1959年に慶應義塾大学法学部を卒業し、同年にトヨタ自動車に入社。1988年に取締役に就任し、1996年に専務に就任した。1997年に豊田通商に移り、副社長に就任し、1999年には社長に昇格した。2001年に副会長に就任した。
2002年5月15日肝不全のために死去。65歳没。